# Zeitschrift für Sexualforschung
Die Zeitschrift für Sexualforschung ist eine wissenschaftliche Zeitschrift, die 1988 als mediales Organ der Deutschen Gesellschaft für Sexualforschung (DGfS) gegründet wurde. Da die Sexualwissenschaft von Anbeginn interdisziplinär forscht und lehrt, publizieren wissenschaftliche Vertreter aus Medizin, Psychologie, Soziologie, Pädagogik und Sexualtherapie. Des Weiteren werden Ergebnisse aus der Geschlechterforschung ebenso veröffentlicht wie jene aus der Gesundheits-, Medien- und Geschichtsforschung, sofern sie einen Bezug zum Thema menschlicher Sexualität haben. 
Die Zeitschrift wird im Peer-Review-Verfahren mit Doppelblindgutachten herausgegeben. Sie ist im Social Sciences Citation Index (SSCI) gelistet. Ihr Impact Factor lag 2020 bei 1.828 und der Fünf-Jahres Impact Factor beträgt 0.871, wie den Verlagsmitteilungen zu entnehmen ist.
Entsprechend der interdisziplinären Ausrichtung werden neben Originalarbeiten aus empirischer und klinischer Forschung auch Fallberichte publiziert, Beiträge aus den verschiedenen Praxisfeldern, Kommentare und Buchbesprechungen. Zudem werden regelmäßig Schwerpunkthefte zu aktuellen Themen herausgegeben, beispielsweise zu Geschlecht und Transgender (2019) oder Sexualität und Behinderungen (2021).
Ursprünglich erschien die Zeitschrift im Ferdinand Enke Verlag, seit 1999 wird sie bei Thieme herausgegeben. Die Redaktion wird von Mitarbeiterinnen und Mitarbeitern des Instituts für Sexualforschung, Sexualmedizin und Forensische Psychiatrie am Universitätsklinikum Hamburg-Eppendorf wahrgenommen. 
Gründungsherausgeber der Zeitschrift waren die Sexualforscher Martin Dannecker, Friedemann Pfäfflin, Gunter Schmidt, Eberhard Schorsch und Volkmar Sigusch, der mit dem Essay Was heißt kritische Sexualwissenschaft? die Erstausgabe eröffnete. Dreißig Jahre später titelte er seinen Jubiläumsbeitrag Minima sexualia, nachdem mehr als 10 Jahre zuvor sein Frankfurter Institut für Sexualforschung geschlossen wurde. Die Sexualwissenschaftlerinnen Sophinette Becker und Hertha Richter-Appelt prägten als Mitherausgeberinnen lange Jahre die inhaltliche Ausrichtung der Zeitschrift. Mit diesen frühen Protagonisten und ihrer jeweiligen beruflichen Sozialisation stand die Zeitschrift über viele Jahre in der Tradition der Frankfurter Schule.
Als Thieme die Zeitschrift vom Enke Verlag übernahm, wurde das den Lesern vertraute Layout zunächst beibehalten. Seit dem ersten Heft 2019 passt sich das äußere Erscheinungsbild den sonstigen Verlags-Publikationen von Thieme an. Auch sollte damit „die Nähe zur Medizin“ betont werden, was von der Deutschen Gesellschaft für Sexualforschung insofern bedauert wurde, als sie bemüht war, die Sexualwissenschaft interdisziplinär auszurichten und man sich von Anbeginn gegen eine Medizinalisierung der Sexualwissenschaft aussprach.

## Geschichte
Vorläufer der Zeitschrift war die 1908 von dem Berliner Arzt Magnus Hirschfeld begründete Zeitschrift für Sexualwissenschaft. Sie war die erste sexualwissenschaftliche Fachzeitschrift überhaupt. Schon Hirschfeld war, wie später der DGfS daran gelegen, das Fach interdisziplinär auszurichten. Die Zeitschrift wurde mit der Zerschlagung des Instituts von Hirschfeld und seiner Vertreibung durch die Nationalsozialisten aufgelöst.
Im Zusammenhang mit der Geschichte der Zeitschrift scheint bedeutsam, dass ihr die Beiträge zur Sexualforschung vorausgingen, die als eine Monografienreihe der DGfS bereits seit 1950 wissenschaftliches Organ der Gesellschaft ist. Es handelt sich um die älteste sexualwissenschaftliche Buchreihe, die bis 1998 im Ferdinand Enke-Verlag erschien und seitdem vom Psychosozial-Verlag herausgegeben wird. Im Jahr 2019 erschien mit Band 108 zum Jubiläum des Instituts für Sexualforschung am Universitätsklinikum Hamburg-Eppendorf die Schrift Perspektiven der Sexualforschung, in der sich ehemalige und aktuelle Institutsmitglieder mit ihren Beiträgen und Kontroversen zu Wort melden. Auf der Verlagsseite finden sich Inhaltsverzeichnis und Rezensionen, die jüngste vom Mai 2021.

## Bewertung
Elmar Brähler, Jürgen v. Troschke und Bernhard Strauß von den Universitäten Leipzig, Freiburg und Jena befassten sich im Jahr 2000 in der Zeitschrift Psychotherapeut mit der Frage einer Bewertung von Publikationsleistungen in den psychosozialen Fächern – so der Titel ihres Aufsatzes –, weil der jeweilige Impact Factor für diese Fächer in der Regel niedrigere Werte im Vergleich mit den medizinischen Fachgebieten auswerfe. Insofern sei der Social Sciences Citation Index (SSCI) für psychosoziale Fächer besonders wichtig. Die Zeitschrift für Sexualforschung wird als psychosoziale Fachzeitschrift erwähnt, zu dieser Zeit jedoch noch als im SSCI nicht gelistet. Die Autoren gehörten zu einer von der Arbeitsgemeinschaft der Wissenschaftlichen Medizinischen Fachgesellschaften gebildeten Kommission, die eine bundesweite Vereinheitlichung der Bewertungen erarbeiten und zugleich strukturelle Benachteiligungen vermeiden sollte.

## Auswahl von Publikationen
- Thula Koops, Lisa Rustige, Hertha Richter-Appelt, Herbert Gschwind, Martin Dannecker: Stellungnahme der Deutschen Gesellschaft für Sexualforschung zu den §§ 218 ff. StGB. In: Zeitschrift für Sexualforschung. Band 31, Nr. 02, 2018, S. 152–155, doi:10.1055/a-0610-5546.
- Christa Rohde-Dachser: Wie sich die Geschlechterbeziehung in den letzten 100 Jahren verändert hat und warum es so schwierig ist, darüber innerhalb der Psychoanalyse ins Gespräch zu kommen. In: Zeitschrift für Sexualforschung. Band 32, Nr. 01, 2019, S. 27–38, doi:10.1055/a-0835-1358.
- Aglaja Stirn: Wie viele Geschlechter gibt es und kann man sie wechseln? In: Zeitschrift für Sexualforschung. Band 32, Nr. 03, 2019, S. 131–147, doi:10.1055/a-0978-7137.
- Hertha Richter-Appelt: Irritationen des Geschlechts im Wandel. Beiträge in 25 Jahren Zeitschrift für Sexualforschung. Martin Dannecker zum 70. Geburtstag gewidmet. In: Zeitschrift für Sexualforschung. Band 25, Nr. 3, 2012, S. 252–272, doi:10.1055/s-0032-1313195.